# Mario Aurelio Poli
Mario Aurelio Poli (Buenos Aires, 29 de noviembre de 1947) es un eclesiástico y teólogo católico argentino. Fue arzobispo de Buenos Aires y primado de la Argentina, desde marzo de 2013 hasta mayo de 2023; ostentando la primera dignidad eclesiástica del país —fue el sucesor de Jorge Bergoglio SJ, que había sido elegido papa con el nombre de Francisco—. También fue obispo de Santa Rosa, entre 2008 a 2013, y obispo auxiliar de Buenos Aires, de 2002 a 2008.

## Biografía
Mario Aurelio nació el día 29 de noviembre de 1947, en la ciudad argentina de Buenos Aires. 
Realizó su formación primaria en instituciones públicas, y la secundaria en el «Colegio Parroquial de San Pedro Apóstol». Tras realizar estudios en la Facultad de Derecho y Ciencias Sociales de la Universidad de Buenos Aires, obtuvo la licenciatura en Trabajo social. 
En 1969, ingresó en el Seminario Metropolitano de Buenos Aires, donde realizó los estudios eclesiásticos. Obtuvo el doctorado en Teología, por la Universidad Católica Argentina. 

### Sacerdocio
Su ordenación sacerdotal fue el 25 de noviembre de 1978, a manos del entonces cardenal-arzobispo Juan Carlos Aramburu, en la Catedral Metropolitana de Buenos Aires, a la edad de 30 años.
En esa misma circunscripción eclesiástica se incardinó.
Como sacerdote desempeñó los siguientes ministerios:
- Vicario parroquial de San Cayetano, en Liniers (1978-1980).
- Superior en el Seminario Metropolitano de Buenos Aires (1980-1987).
- Capellán de las Siervas del Espíritu Santo (1988-1991).
- Profesor de Historia eclesiástica, en la Facultad de Teología de la Universidad Católica Argentina (1980-2002).
- Asistente eclesiástico de la asociación laica «Fraternidades y Agrupaciones Santo Tomas de Aquino» (1988-1992).
- Director del Instituto Vocacional «San José» (1992-2002).
- Miembro del Colegio de Consultores (hasta 2002).
- Miembro del Consejo Presbiteral (hasta 2002).

## Episcopado

### Obispo auxiliar de Buenos Aires
El 8 de febrero de 2002, el papa Juan Pablo II lo nombró obispo titular de Abidda y obispo auxiliar de Buenos Aires. Fue consagrado el 20 de abril del mismo año, en la Catedral de Buenos Aires, a manos del entonces cardenal-arzobispo Jorge Bergoglio SJ.
Así explicó Poli la elección de su lema episcopal:

Precisamente elegí por lema de mi episcopado una súplica, la que elevó Salomón y tanto agradó a Dios: «Concédeme, Señor, un corazón que escuche...» (1 Reyes 3:9). Creo que la Iglesia es la primera en tomar esta actitud, porque la historia de la Iglesia –que no es otra cosa que la historia de la evangelización–, en páginas hermosas me ha enseñado que nunca la Iglesia es más ella misma, sino cuando escucha a su Señor, y espejándose en su voluntad salvífica, se anima con audacia martirial a la evangelización, se hace más libre y fiel a su naturaleza y misión. Sí, me guía el ejemplo de San Pedro a quien hoy escuchamos decir: «Señor, a quién vamos a ir, si Tú tienes palabras de vida eterna» (Juan 6:69).
Mario Poli

- Vicario episcopal de la Zona Flores (2002-2008).

### Obispo de Santa Rosa
El 24 de junio de 2008, el papa Benedicto XVI lo nombró obispo de Santa Rosa. Tomó posesión canónica el día 30 de agosto del mismo año, durante una ceremonia en la Catedral de Santa Rosa.
- Miembro de la Comisión Episcopal de Educación Católica en la Conferencia Episcopal Argentina (CEA).
- Miembro de la Comisión de Ministerios (Diaconado) en la CEA.
- Miembro de la Comisión permanente,[5] como presidente de la Comisión Episcopal de Catequesis y Pastoral Bíblica en la CEA.[6]
- Capellán Nacional de la Comisión de Pastoral Scout Católica.

### Arzobispo de Buenos Aires

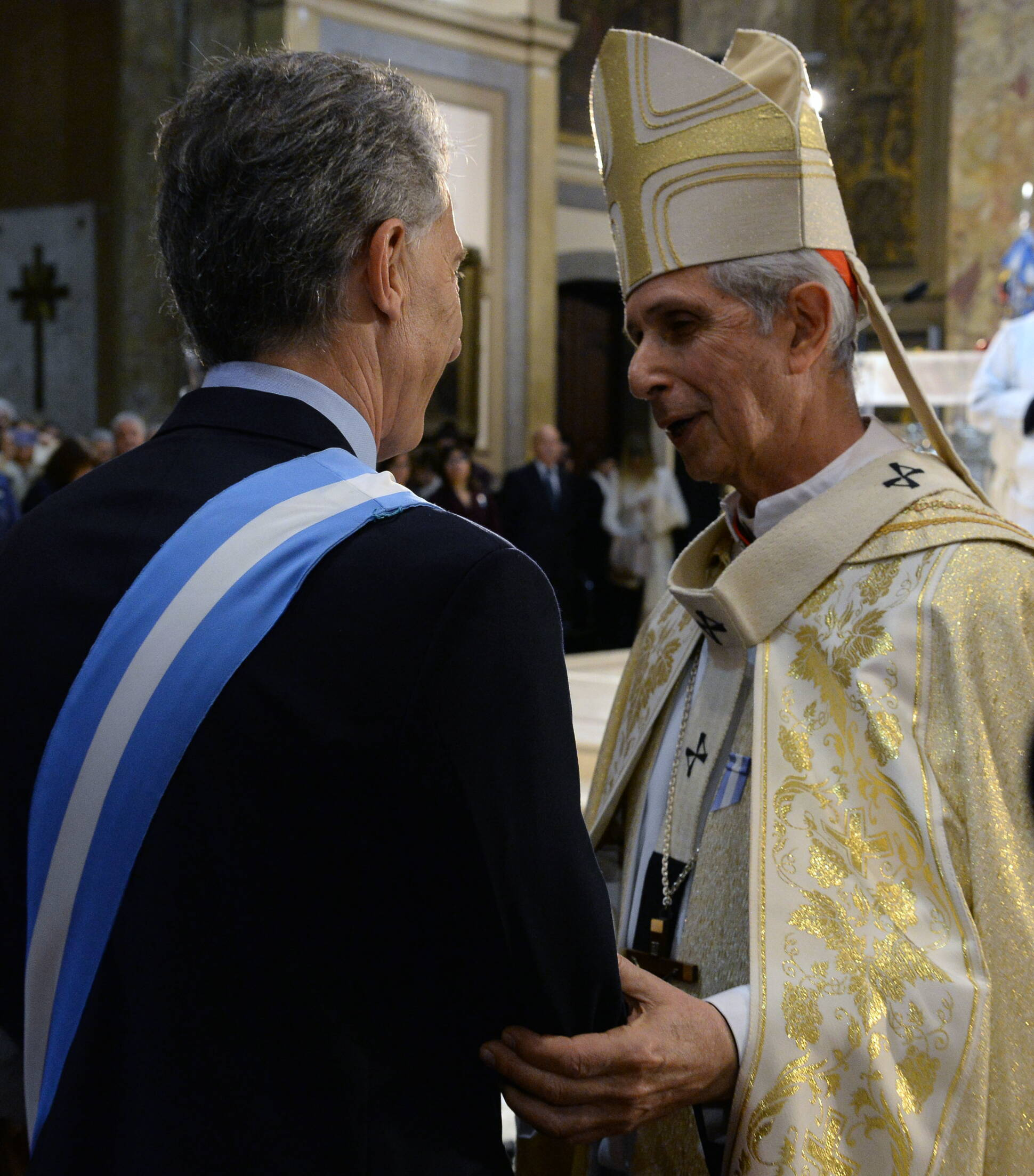
El cardenal Poli saludando al presidente Mauricio Macri, durante el Te Deum con motivo la Revolución de Mayo (2019).

La noticia de su nombramiento como arzobispo Buenos Aires, se adelantó un día antes de su oficialización por la Casa Rosada; lo que provocó malestar en la Iglesia de Argentina.
El 28 de marzo de 2013, el papa Francisco lo nombró arzobispo Buenos Aires y Primado de la Argentina. Tomó posesión canónica el día 20 de abril del mismo año, durante una ceremonia frente a la Catedral de Buenos Aires. Por ello, también asumió como Gran Canciller de la Universidad Católica Argentina. 
El 29 de junio de 2013, en una ceremonia en la Basílica de San Pedro, recibió la imposición del palio arzobispal de manos del papa Francisco.
El 19 de febrero de 2014, fue nombrado miembro de la entonces Congregación para las Iglesias Orientales.
- 1° Vicepresidente de la CEA (2014-2021).
- Presidente de la Comisión Episcopal para la UCA.
- Moderador del Tribunal Eclesiástico Nacional de segunda instancia (hasta 2023).
- Moderador del Tribunal Interdiocesano Bonaerense (hasta 2023).

En 2022, presentó su renuncia como lo establece el Código de Derecho Canónico. El 26 de mayo de 2023, el papa Francisco aceptó su renuncia, como arzobispo de Buenos Aires, nombrado a su sucesor al mismo tiempo.

#### Ordinario para los fieles de rito oriental
El 4 de mayo de 2013, fue nombrado ordinario para los fieles de ritos orientales desprovistos de ordinario del propio rito en Argentina.
En 2022, presentó su renuncia como lo establece el Código de Derecho Canónico. El 28 de noviembre de 2023, fue aceptada su renuncia al cargo de ordinario para los fieles de ritos orientales desprovistos de ordinario del propio rito en Argentina, nombrado a su sucesor al mismo tiempo.

## Cardenalato

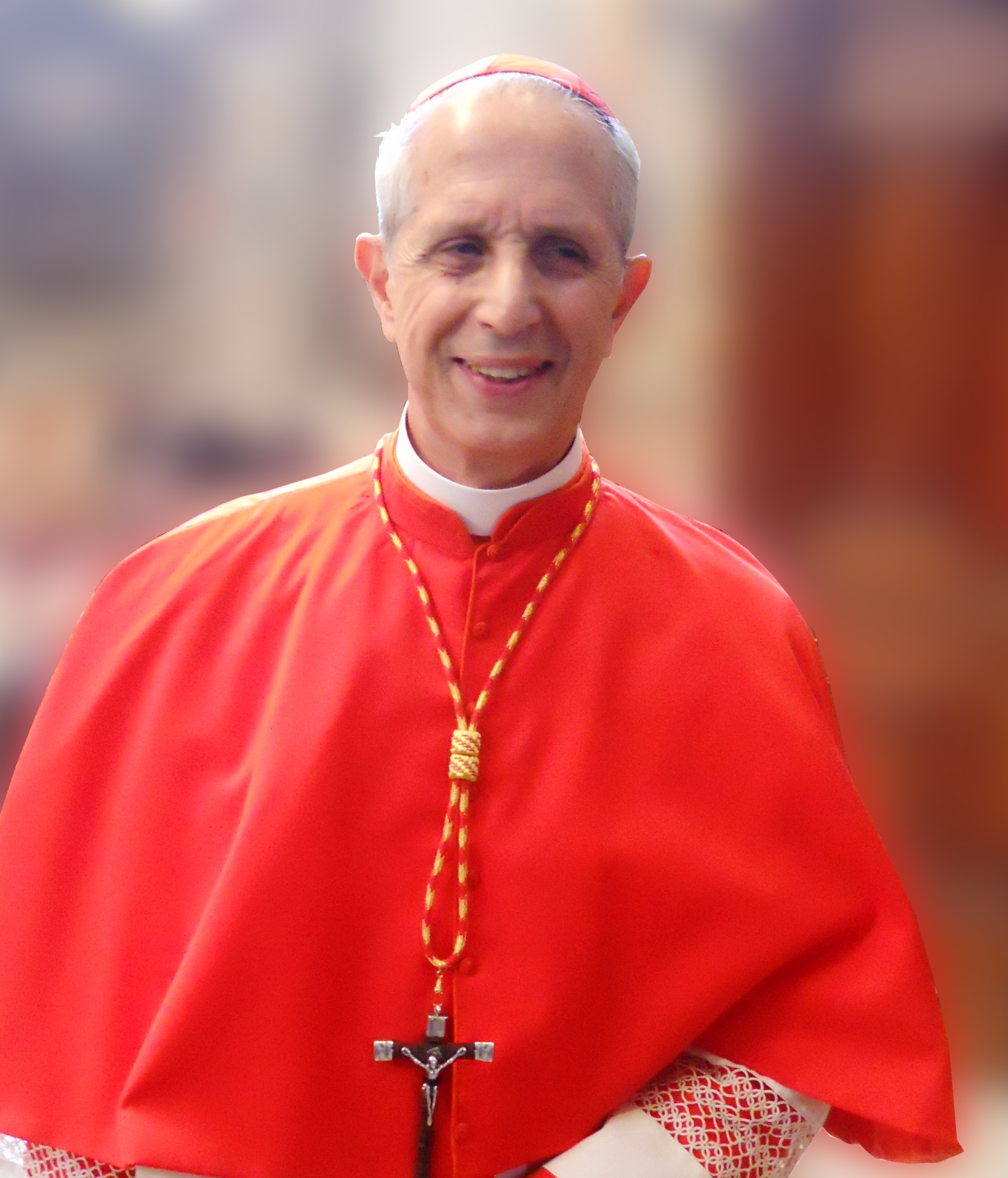
Poli usando los ornamentos de un cardenal.

El 12 de enero de 2014, durante el Ángelus del papa Francisco, se hizo público que sería creado cardenal. Fue creado cardenal por el papa Francisco durante el consistorio del 22 de febrero del mismo año, con el titulus de cardenal presbítero de San Roberto Belarmino. Tomó posesión formal de su Iglesia Titular en una celebración el día 26 del mismo mes.
Forma parte del Colegio Cardenalicio y está autorizado para participar en cualquier cónclave a realizarse antes de 2027, cuando cumpla 80 años.
El 22 de mayo de 2014, fue renovado miembro de la entonces Congregación para las Iglesias Orientales, y nombrado miembro del Consejo Pontificio para los Laicos.
El 28 de agosto de 2018, fue nombrado miembro del Dicasterio para los Laicos, la Familia y la Vida ad quinquennium.
El 15 de mayo de 2019, fue confirmado como miembro de la Congregación para las Iglesias Orientales in aliud quinquennium.
En mayo de 2025, ya retirado de sus cargos, tras el fallecimiento del papa Francisco, formó parte del Cónclave para la elección de un nuevo Papa.